# 矢橋賢吉
矢橋 賢吉（やばし けんきち、1869年10月24日（明治2年9月20日） - 1927年（昭和2年）5月24日）は、日本の建築家。大蔵省営繕官僚。明治建築界三大巨匠の一人とされた大蔵省営繕の妻木頼黄の右腕。国会議事堂・旧総理大臣官邸 (総理大臣公邸)・枢密院庁舎
(皇宮警察本部) などが代表的な作品。近代公共建築の中心人物。死没日をもって、勲二等旭日重光章受章、叙正三位。「先祖は嵯峨天皇の第12皇子で光源氏の実在モデルの有力候補とされる源融（みなもとのとおる）にまで遡る（アーカイブ）」矢橋家・惣本家の出身。

## 人物
美濃国不破郡赤坂村出身。父は惣本家当主・矢橋藤十郎、母は矢橋宗太郎二女勝後改幾世。矢橋徳次郎は賢吉の長兄、矢橋為吉は次兄。惣本家初代藤十郎(孝)の長男惣四郎が惣本家を継ぎ藤十郎を襲名、賢吉の長兄徳次郎へとつながり、また一方五男徳四郎は三郎兵衛として分家の後、本家となり、赤坂の素封家矢橋宗太郎へとつながってその長男矢橋敬吉が本家を継ぎ、さらに敬吉の弟亮吉が南矢橋として分家し、明治34年大理石業を創始した。敬吉・友吉・亮吉は、一族であり、本家の人でもある。大の釣り好きで、近くの杭瀬川へ足を運ぶことが多かったらしく、囲碁は初段の実力、盆栽を好み、浄瑠璃は素人の域を脱するほどであったという。大垣中学 (岐阜県立大垣北高等学校)、第一高等中学校を経て東京帝国大学工科大学造家学科へ進学する (関係深い従兄の本家・亮吉も、共々上京、高等商業 (現一橋大学) 入学、同郷・平生釟三郎と苦学、卒業)。在学中に辰野金吾、中村達太郎、石井敬吉、小島憲之、木子清敬らの薫陶を受ける。卒業設計のテーマは「A HOTEL」。卒業後、長崎税関監視部庁舎新築の設計監督を依嘱される。以降、建築家、営繕官僚として、明治、大正期の近代建築に携わる。明治建築界三大巨匠の一人、妻木頼黄の片腕といわれた。東京府豊多摩郡渋谷町大字渋谷の自宅で没した。正三位勲二等旭日重光章を拝受、またこの時、生前の殊勲によって昭和天皇から白絹二巻もあわせて拝受する。

## 略歴
- 1894年（明治27年） - 東京帝国大学工科大学造家学科卒業。
- 1896年（明治29年） - 工手学校造家学科教授就任。
  - 工手学校とは、帝国大学、東京職工学校などの大学・高専出身技師を補助する工手の養成を目的とし、工科大学教授らによって設立された私立の夜間学校。現在の工学院大学の前身。
- 1898年（明治31年） - 大蔵省臨時葉煙草取扱所建築部技師に就任。この時、妻木頼黄と出会う。
- 1899年（明治32年） - 臨時税関工事部技師となる。
- 1902年（明治35年） - 工手学校造家学科教授を辞任。農商務省より、1904年開催の米国博覧会参同準備委員に任ぜられる。その嘱託を受け、敷地選定のためアメリカに渡る。翌年に帰国。
- 1904年（明治37年） - 臨時煙草製造準備局技師となり、建築部第一課長を命ぜられる。この時、臨時税関工事部技師、大蔵技師を兼任している。
- 1905年（明治38年） - 大蔵省臨時建築部技師となり 第一課長となる。
- 1906年（明治39年） - 大韓医院建築工事臨時監督として大韓帝国に渡る。翌年にも訪れている。
- 1908年（明治41年） - 武田五一ともに欧米へ出張。アメリカのワシントンD.C.及び各州会議事堂を見学後、カナダを経てヨーロッパへ渡り、イギリス、ドイツ、フランス、スイス、イタリア、オーストリア、ロシアにて、各国建築の沿革並びに設計監督方法のほか、様式、装飾、構造、設備などの詳細な調査を行ない、翌年帰国。調査結果については「各国議院建築調査復命書」としてまとめられ、大蔵大臣桂太郎に提出されている。
- 1913年（大正2年） - 大臣官房営繕課長として臨時建築課勤務を命ぜられる。同年、皇太子嘉仁の天皇即位礼のため、大禮使事務官造営部員を拝命する。
  - 昭憲皇太后崩御のため大典は延期され、1914年（大正4年）に再拝命している。
- 1917年（大正6年） - 帝国議会議事堂建設の為の「議院建築調査会」の委員となる。他の委員は、辰野金吾、横河民輔、塚本靖、山下啓次郎らがいた。
- 1918年（大正7年） - 議事堂建設の担当部局として、大蔵省に「臨時議院建築局」が発足。同局工営部長となる。国会議事堂の設計は一般公募であり、その審査員となる。審査員は柳田國男、寺田栄、塚本靖、丹羽鋤彦、山下啓次郎、辰野金吾、横河民輔、古市公威、中村達太郎、正木直彦、曽禰達蔵など12名である
- 1919年（大正8年） - 工学博士号を授与される。また大蔵大臣官房臨時建築課長を命ぜられる。
- 1923年（大正12年） - 大蔵省臨時営繕局同局技師として工営部長となる。
- 1925年（大正14年） - 営繕管財局官技師として工務部長となる。
- 1927年（昭和2年） - 帝国議会議事堂本館の上棟式の式典役員として参加。そのわずか1ヶ月後に急逝。この時、昭和天皇から白絹二巻拝受するとともに、正三位勲二等旭日重光章を拝受[1]。矢橋の死後、部下の大熊喜邦、池田譲次が後を継ぎ、帝国議会議事堂の建設が進められる。

## 系譜

### 江戸中期 (分立) 以前
- 十世祖父 - 矢橋彦十郎（1625年2月8日没。昌嫡男 小字吉。室長松城主渡部筑前守女。桓武天皇第二皇子の嵯峨天皇にまで遡るとされる系譜 (「註釈一覧 3) 矢橋家」)。「為織田信長公加勢致シ、於江州矢橋手柄有之、天文ノ頃浪人ト成、天正元酉年濃州赤坂ニ住ス、父渡辺新左ェ門尉江州矢橋ニ住ス、故ニ後在名ヲ以テ矢橋ヲ名乗」とある。）
- 九世祖父 - 矢橋四郎右衛門（1631年8月5日没。父迪十郎改姓後代々矢橋ヲ名乗。字喜。室高屋道意妹他。）
- 八世祖父 - 矢橋四郎右衛門（1685年2月20日没。旧 小字長吉。室矢橋太兵衛女）
- 七世祖父 - 矢橋三郎兵衛（1691年6月28日没。垂 号交慰。室矢橋久左衛門女）
- 六世祖父 - 矢橋藤十郎（1722年11月18日

没。孝 号木巴。室大垣川村太郎ェ門女。）

### 江戸中期 (分立) 以後

#### 惣本家
- 始祖
五世祖父 - 矢橋藤十郎（六世祖父・矢橋藤十郎（1722年11月18日没。孝 号木巴。）の実子。本家始祖・矢橋三郎兵衛（1761年11月22日没、元連 小字徳四郎。）の実兄。1775年8月晦没。宅教 小字惣四郎 号李明。「矢橋惣本家 今称東矢橋又辻矢橋」。室矢橋久左ェ門女。）
- 高祖父 - 矢橋藤十郎（1806年5月2日没。小字惣太郎 後隠居改友仙。年77）
- 曾祖父 - 矢橋藤十郎（1827年10月16日没。字子交 小字太郎吉 号丹陽又号酔月楼。年72）
- 祖父 - 矢橋彦十郎（1833年6月4日没。字交翰 小字弥吉後改培介 号鳥江 柳家とも。年45。）
- 父 - 矢橋藤十郎（1894年3月12日没。小字増次郎 号十衛。室矢橋宗太郎二女勝後改幾世）
- 母 - 矢橋幾世（1911年4月7日没。矢橋宗太郎二女勝後改幾世。行年79。）
- 妻 - すて（1880年生。1959年5月25日没。行年80。）
- 長兄 - 矢橋徳次郎 (1857年、美濃赤坂生まれ。1875年家督を相続、岐阜県屈指の大地主、最多額納税者となる。1874年以降県会議員に3期当選、美濃実業銀行、高須貯蓄銀行、赤坂銀行及び大垣銀行などの取締役)[14][15]
- 次兄 - 矢橋為吉（生年不詳-1936年1月没。1893年4月より1901年3月まで、大垣市赤坂村 (同村は1901年5月21日より町制施行) 赤坂尋常高等小学校校長）
- 子 - きみ（1896年2月10日生。1967年12月9日没。行年71）

#### 本家
- 始祖 - 矢橋三郎兵衛（六世祖父・矢橋藤十郎（1722年11月18日没。孝 号木巴。）の実子。惣本家始祖・五世祖父・矢橋藤十郎 (1775年8月晦没。宅教 小字惣四郎)の実弟。1761年11月22日没。元連 小字徳四郎 号李仙。寿50。室京都人図司多美。）
- 岳父 - 矢橋宗太郎 (美濃赤坂生まれ。矢橋本家当主。大地主。明治維新の廃藩置県の時に、徳川家康が織田信長の岐阜城千畳敷御殿を移築し造営させた将軍家専用休泊所であるお茶屋屋敷の払下げを受けた[16])
- 母 - 矢橋幾世（矢橋宗太郎二女勝後改幾世。1911年4月7日没。行年79。）
- 義兄 - 矢橋敬吉[7] (美濃赤坂生まれ。大地主。赤坂銀行 (十六銀行) 取締役。同氏に昭和天皇と明仁親王のご訪問 (行幸 (昭和21年・昭和40年)) があったこと[17]、所有するお茶屋屋敷 (徳川家康造営の将軍家専用休泊所跡) の保存・公開[18]などで、知られる同氏の当主[19][20][15][21])
- 義兄 - 矢橋亮吉 (美濃赤坂生まれ。矢橋大理石 創業者。大学生・大学院生への学資の支援を行なっている公益財団法人矢橋謝恩会[22]（外務省経済協力局長・岐阜県知事・古田肇は奨学生の一人[23]）の創設者。東京海上専務取締役・第45代文部大臣 (大日本帝国憲法時代)を歴任し、甲南大学・甲南高等学校・中学校を創立した平生釟三郎とは高等商業時代互いに支え合った学友)
- 甥- 矢橋龍吉 (美濃赤坂生まれ。梁川星巌全集刊行会評議員。伊藤信の遺稿『細香と紅蘭』を編集・校正・発行する。美濃赤坂の儒者で頼山陽・梁川星巌と深い交流のあった矢橋家の矢橋赤山・赤水 兄弟の遺稿を刊行する。美濃赤坂お茶屋屋敷の牡丹園を公開)[24][25][26][27]
- 甥 - 矢橋次郎 (美濃赤坂生まれ。赤坂銀行専務取締役[28]。矢橋工業 (金生山の鉱山) 社長、十六銀行監査役[29][30])
- 姪孫 - 矢橋龍太郎 (美濃赤坂生まれ。矢橋龍吉の実子。実業家。大垣市功労者。美術蒐集家)[31][32]
- 姪孫 - 矢橋宗一 (美濃赤坂生まれ。矢橋次郎の長男[33]。矢橋工業 (金生山の鉱山) 社長)
- 姪孫 - 矢橋恒夫 (美濃赤坂生まれ。矢橋次郎の二男[34]。遠山産業副社長)
- 姪孫 - 原乙彦（美濃赤坂生まれ。旧姓・矢橋。矢橋次郎の三男[35]。ユニチカ通商社長）
- 曾姪孫 - 矢橋龍宜（矢橋ホールディングス社長）
- 曾姪孫 - 矢橋慎哉（矢橋工業会長）
- 曾姪孫 - 矢橋哲郎（矢橋林業取締役）
- 遠縁 - 所郁太郎 (美濃赤坂生まれ。蘭方医、幕末の志士。1838年造り酒屋・矢橋亦一 (美濃赤坂宿 ■所郁太郎■矢橋家) の四男。梁川星巌と親交。適塾塾頭。井上馨の救命、高杉晋作への協力で知られる。)

## 家系図
「矢橋家家系図」によれば、矢橋家（惣本家・本家・南矢橋・北矢橋）は、嵯峨天皇・源融（紫式部『源氏物語』の主人公光源氏の実在モデルの有力候補）まで遡る。
- 《惣本家》矢橋藤十郎・幾世
  - 矢橋徳次郎（大地主、岐阜縣多額納税者、株式會社赤坂銀行、株式會社大垣銀行各取締役等）[38]
    - 矢橋敏郎
    - 矢橋郁二
    - 矢橋省三
    - 矢橋和夫
    - 矢橋豊二

  - 矢橋為吉
  - 矢橋賢吉
    - 矢橋きみ
- 《本家》矢橋宗太郎（廃藩置県の際、徳川家康が織田信長の岐阜城千畳敷御殿を移築し造営させたお茶屋屋敷の払下げを受く）
  - 矢橋敬吉
    - 矢橋龍吉
      - 矢橋龍太郎・茅子（ミツカン酢創業家・中埜家の出身〈第6代の二女〉）[39]
        - 矢橋龍宜

    - 矢橋次郎
      - 矢橋宗一
        - 矢橋慎哉
        - 矢橋哲郎

      - 矢橋恒男
        - 矢橋和廣

      - 原乙彦
        - 原秀六

  - 矢橋幾世・藤十郎
    - 矢橋徳次郎
    - 矢橋賢吉

  - 矢橋友吉
    - 矢橋厚一郎
      - 矢橋徳太郎（世界最高の精度を誇る日時計の考案者、CBCクラブ文化賞受賞、鯱光会顕彰者）

  - 矢橋亮吉（1946年に昭和天皇のご訪問〈行幸〉、1965年に皇太子〈のちに天皇・上皇〉のご訪問〈行啓〉があった矢橋大理石の創業者）
    - 矢橋太郎
      - 矢橋浩吉（旧姓・亀山、揖斐川電気工業〈現・イビデン〉社長、勲三等瑞宝章受章）・篤子（矢橋太郎長女）[36]
        - 矢橋修太郎・千枝子（北村酒造社長・北村精一郎〈宗四郎〉長女）[36]
          - 矢橋晋太郎[36]
          - 矢橋正二郎[36]
          - 矢橋庸子[36]

    - 矢橋次雄
      - 矢橋修太郎（養子）[36]

    - 矢橋五郎
      - 矢橋謙一郎
      - 矢橋益次郎［政明］
      - 矢橋昭三郎[3]

    - 矢橋六郎（JR名古屋駅新幹線口にあった壁画「日月と東海の四季」を描いた洋画家）
    - 桑原孝子・善吉(真一)[40]（十六銀行頭取）

遠縁：所郁太郎（実父・矢橋亦一、養父・所伊織）（大垣藩の生まれ、適塾塾頭、暗殺者に襲われた元勲・井上馨を治療した医師、幕末の志士、高杉晋作の参謀、長州藩遊撃隊軍監、従四位追叙）

## 栄典
位階
- 1916年（大正5年）7月31日 - 従四位[42]
- 1927年（昭和2年）5月24日 - 正三位[43]

勲章等
- 1916年（大正5年）1月19日 - 双光旭日章[44]
- 1918年（大正7年）5月23日 - 旭日小綬章[45]
- 1921年（大正10年）7月1日 - 第一回国勢調査記念章[46]
- 1927年（昭和2年）5月24日 - 勲二等旭日重光章[47]

## 主な作品または関わった作品

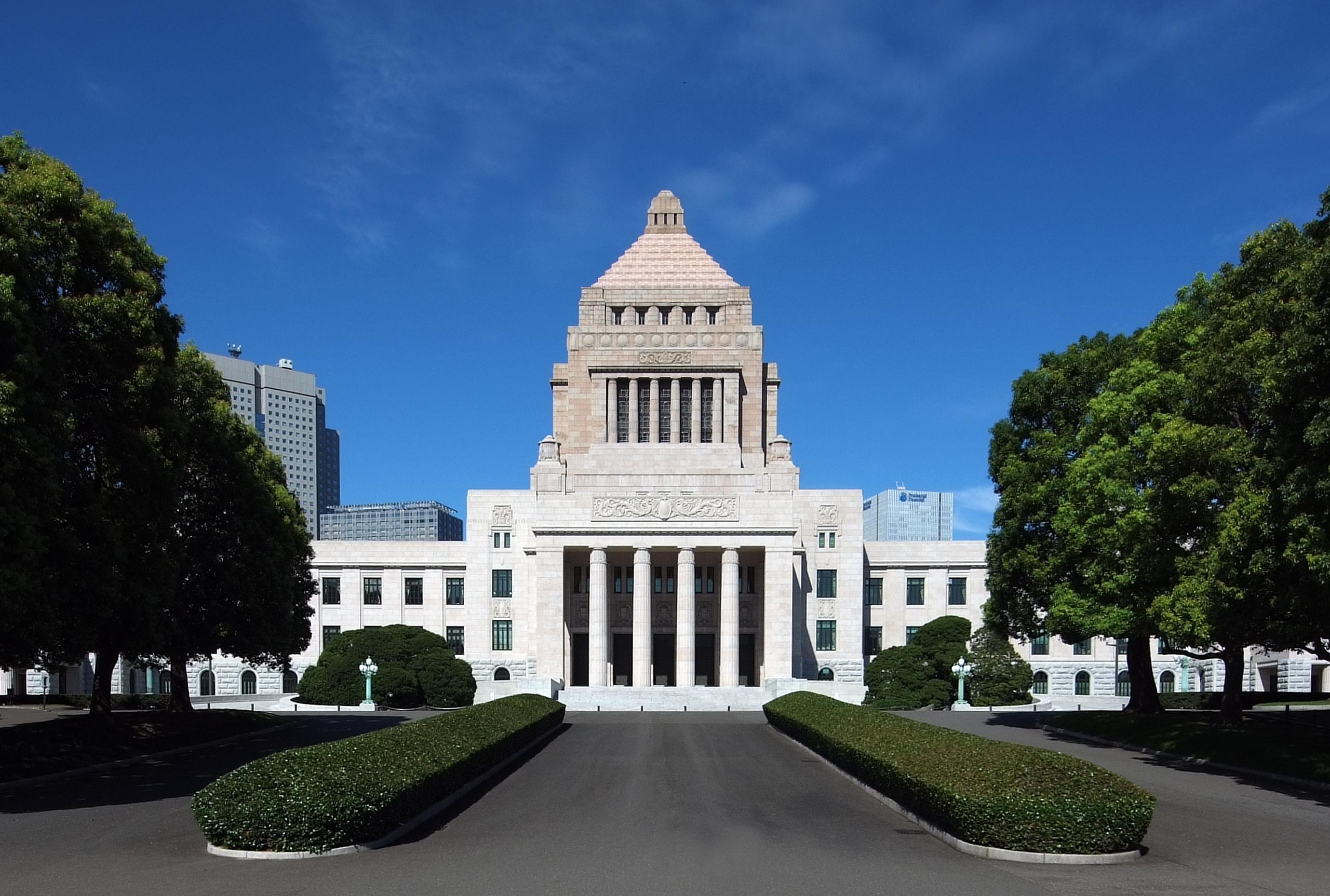
国会議事堂

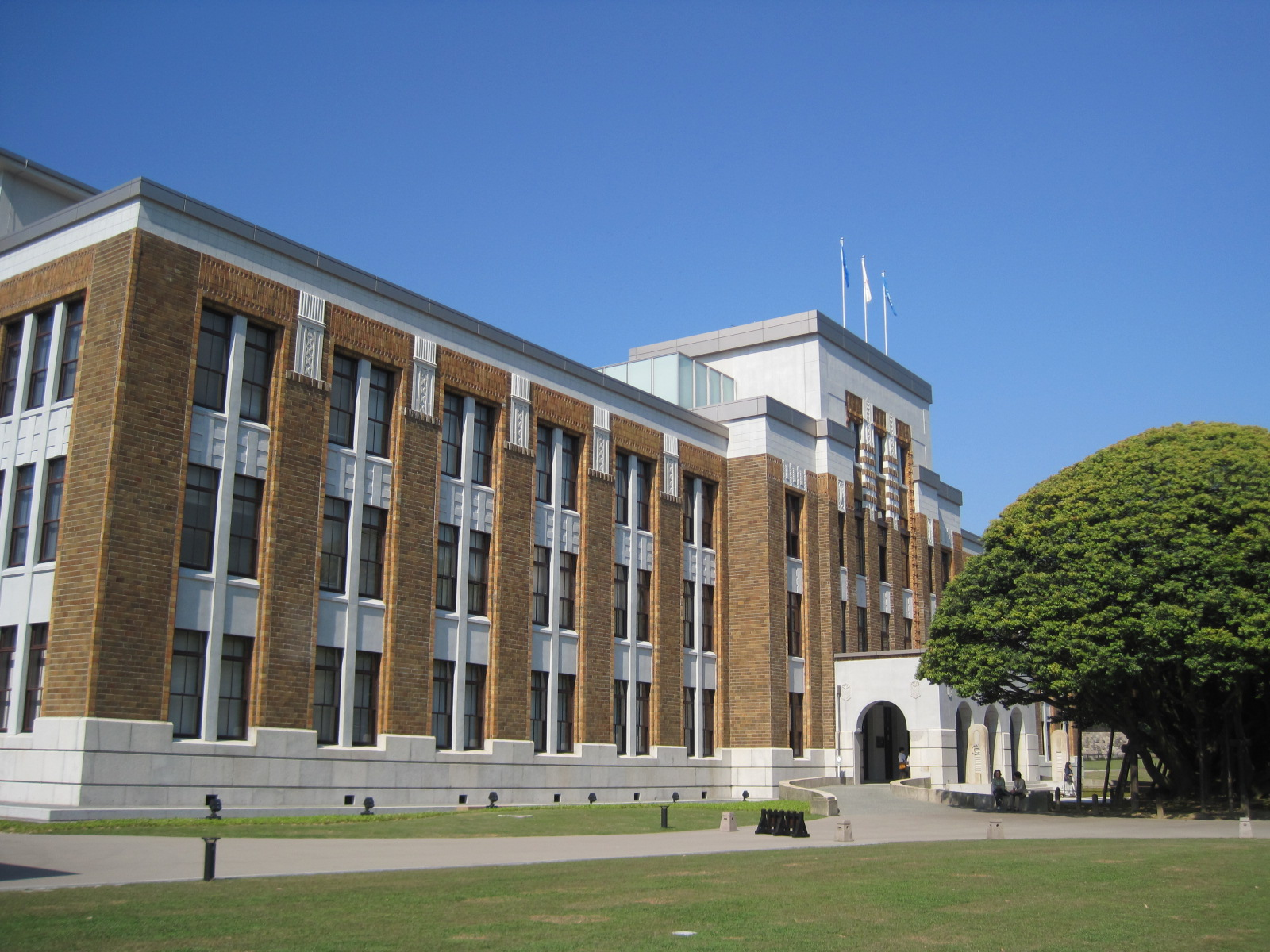
石川県庁舎（2代目）

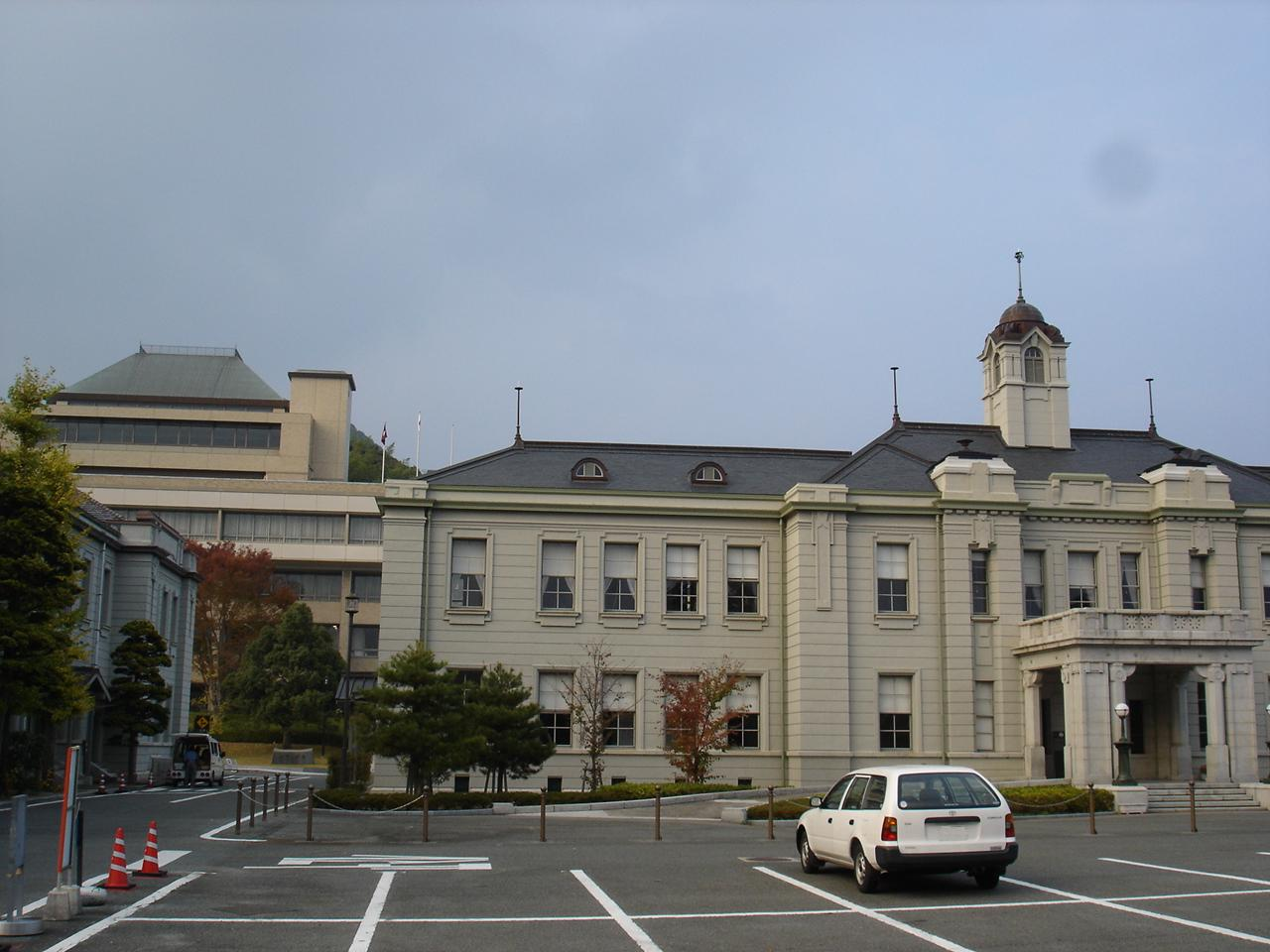
旧山口県庁舎

※大蔵省など組織の仕事については、矢橋の部下が設計したものを含む。
| 名称                                      | 年                 | 所在地         | 状態             | 備考                                               |
| ----------------------------------------- | ------------------ | -------------- | ---------------- | -------------------------------------------------- |
| 長崎税関監視部庁舎                        | 1894年（明治27年） | 長崎県長崎市   | 現存せず         |                                                    |
| 福岡農工銀行                              | 1900年（明治33年） | 福岡市博多区   | 現存せず         | 後に日本勧業銀行に吸収                             |
| 扶桑銀行                                  | 1902年（明治35年） | 東京都中央区   | 現存せず         |                                                    |
| 北海道拓殖銀行小樽支店                    | 1906年（明治39年） | 北海道小樽市   | 現存せず         |                                                    |
| 千葉県庁舎・県会議事堂                    | 1907年（明治40年） | 千葉県千葉市   | 現存せず         |                                                    |
| 北海道拓殖銀行本店                        | 1908年（明治41年） | 北海道札幌市   | 現存せず         |                                                    |
| 旧内閣文庫庁舎                            | 1908年（明治41年） | 愛知県犬山市   | 事務棟部分が移築 | 博物館明治村に移築復元                             |
| 北海道拓殖銀行函館支店                    | 1909年（明治42年） | 北海道函館市   | 現存せず         |                                                    |
| 北海道拓殖銀行東京支店                    | 1909年（明治42年） | 東京都中央区   | 現存せず         |                                                    |
| 福岡県庁舎                                | 1911年（明治44年） | 福岡県福岡市   | 現存せず         | 1983年取り壊し                                     |
| 旧山口県庁舎・県会議事堂 (山口県政資料館) | 1914年（明治41年） | 山口県山口市   | 重要文化財       |                                                    |
| 丁酉銀行本店                              | 1915年（明治41年） | 東京都港区     | 現存せず         | 後の三井信託銀行新橋支店                           |
| 群馬県議会議事堂                          | 1917年（大正6年）  | 群馬県前橋市   | 現存せず         |                                                    |
| 枢密院庁舎 (皇宮警察本部)                 | 1920年（大正9年）  | 東京都千代田区 |                  |                                                    |
| 福井県庁舎・県会議事堂                    | 1921年（大正11年） | 福井県福井市   | 現存せず         |                                                    |
| 旧北海道拓殖銀行小樽支店 (似鳥美術館)     | 1922年（大正10年） | 北海道小樽市   |                  |                                                    |
| 旧石川県庁舎 (石川県政記念しいのき迎賓館) | 1922年（大正10年） | 石川県金沢市   |                  |                                                    |
| 旧岐阜県庁舎                              | 1922年（大正10年） | 岐阜県岐阜市   | 本館南側のみ現存 |                                                    |
| 郡山市公会堂                              | 1924年（大正12年） | 福島県郡山市   | 登録有形文化財   |                                                    |
| 国会議事堂（第三回仮議事堂）              | 1925年（大正14年） | 東京都千代田区 | 現存せず         | 第二回仮議事堂火災後から、現国会議事堂完成まで使用 |
| 警視庁庁舎                                | 1926年（昭和2年）  | 東京都千代田区 | 現存せず         |                                                    |
| 旧総理大臣官邸 (総理大臣公邸)             | 1929年（昭和4年）  | 東京都千代田区 |                  |                                                    |
| 国会議事堂                                | 1936年（昭和11年） | 東京都千代田区 |                  |                                                    |